# 高智耀
高 智耀（こう ちよう、1206年 - 1271年）は、モンゴル帝国に仕えたタングート人儒学者。

## 概要

### 出自
高智耀の家系は代々西夏国に仕えてきた名家で、中興路に居住していた。高智耀の曾祖父の高逸は蕃科（西夏文字を用いる科挙）で第一位となり、祖父の高良恵は大都督府の長となり、父は中書右丞相となるなど、高家は代々大臣を輩出する名家であった。高智耀もまた科挙を経て西夏国に仕えるようになったが、ほどなくしてモンゴル帝国の侵攻によって西夏国は滅亡したため、高智耀は賀蘭山に隠棲するようになった。ただし、賀蘭山は西夏国の首都の興慶のすぐ近くであり、隠棲中もモンゴル帝国から民政官として派遣されていた斡札簀と懇意にするなど、人里離れた場所で俗世との交流を断っていたわけではなかった。

### オゴデイの治世
1229年にオゴデイが第2代モンゴル帝国皇帝として即位すると、オゴデイは旧西夏国の人材を探し求めたため、高智耀は周囲から推挙されてオゴデイの側近くに仕えるようになった。オゴデイに仕えるようになってすぐ、1229年中に高智耀は旧西夏国の声楽を取り入れるよう進言し、この進言はオゴデイによって採用された。しかし、高智耀は宮仕えを厭ったため、ほどなくして再び隠棲生活に入った。
一方、1235年のクリルタイによって、モンゴル帝国ではバトゥを主将とする西方（ルーシ・東欧）遠征とクチュを主将とする東方（南宋）遠征が決定され、その一環としてオゴデイの次男のコデンが旧西夏領を与えられて南宋侵攻の右翼軍を務めることになった。また、同年の第2回クリルタイでは駅伝制度（ジャムチ）の整備も決定され、旧西夏領ではコデンの指揮の下儒学者までもが駅伝制度整備に徴発されるようになった。このような儒学者に対する徴発を停止してほしいとの人々の依頼を受け、高智耀は直接コデンに陳情することにした。この頃、コデンは笙を木上にかけて「これを上手く吹くことができれば大いに賞賛せん」と述べて優れた吹き手を募っていた。コデンへの陳情の方法に苦慮していた高智耀はこの募集に応じ、優れた演奏を行ってコデンを喜ばせた。そこで高智耀は自らの家が代々儒学を収めていること、そのため自らも音楽に通じ楽士を複数召し抱えていることを述べ、自らの楽士をコデンに献上することを提案した。その上で、高智耀は儒学者の徴発をやめるよう陳情し、高智耀の提案に喜んだコデンはこの陳情を受け入れた。後に楽士をつれてきた高智耀に対し、コデンは官職を授けようとしたが、高智耀はやはり辞退して褒美を受け取って帰郷したという。

### モンケの治世
オゴデイの死後、第3代皇帝グユクの短い治世を経て第4代皇帝モンケが即位すると、高智耀は儒人免疫の再認可のためにカラコルムの新帝モンケの下を訪れた。モンケとの対面を許された高智耀は儒学の有用性を力説したため、高智耀の言を受け入れたモンケによって旧西夏領のみならず、旧金朝領においても儒人免役が許可された。また、この頃にはモンケの弟のクビライが南宋遠征の主将として起用されており、高智耀はクビライとも交流を持つようになった。1253年には当時コデンの子のモンゲトゥの庇護下にあったチベット仏教サキャ派のパスパとクビライの仲立ちを行い、両者の会見を実現した。この際、高智耀も儒学の有用性をクビライに説いたため、クビライも高智耀を召し抱えようとしたという。

### クビライの治世
モンケの死後、クビライの治世が始まると、高智羅は計音を与えられて漢地・河西の儒士全てを統括する地位を授与された。儒者の統括を任された高智耀は駅奴となっていた儒者の救済などを行ったが、その一方で高智耀は儒者とは言えない者まで儒士に登録し、その数は3〜4000 人に及んだ。この件で クビライに呼び出され詰問を受けた高智耀は「金にも様々な品質のものがあって一概に『これは金ではない』と言えないように、多様な人材がいる儒士の一部を指して『この者は儒士ではない』と言うことはできません」と語ってクビライの追求を免れたという。これらの出来事は1261年（中統2年）から1264年（中統5年）にかけて、すなわちクビライとアリクブケの間で帝位継承戦争が行われていた真っ只中のことであり、旧西夏領はクビライ派の左翼軍（カダアンら）とアリクブケ派の右翼軍（アラムダール・クンドゥカイら）がぶつかる主戦場となっていた。この時高智耀に大きな権限が与えられ、なおかつその極端な振る舞いが概ね認められていたのは、旧西夏領に大きな影響力を有する高智耀を懐柔し内戦を有利に運ぶという意図があったためと考えられている。
1267年（至元4年)、高智耀はクビライに中国には御史台という監察機関があったことを紹介し、是非モンゴルにもこれを導入すべきであると上奏した。これを受けて、1268年（至元5年）には御史台が設立され、このような設立経緯故に高智耀の子孫は代々御史台系列の官職に進むようになる。その後、権臣アフマド・ファナーカティーの一派によって儒士の徭役免除を撤廃しようとする計画が立てられると、高智耀は孟嘗君が多数の食客を養っていた故事を引いて儒士を保護すれば国の統治にいずれ役立つであろうことを説いてクビライを説得し、高智耀の説得を受け容れてクビライはアフマドらの献策を却下した。
1270年（至元7年）頃、高智耀はクビライの命によって西夏中興等路の提刑按察使とされた。しかし、高智耀は旧西夏国領で横行する仏教僧の不法行為を積極的に取り締まらず、その振る舞いを助長させたため、弾劾を受けて提刑按察使の地位を解任されてしまった。『元史』世祖本紀によると、高智耀らの取り締まりは1270年（至元7年）3月に尚書省より提案され、同年11月には「西夏提刑按察司・管民官（高智耀ら）」に無統制状態にあった仏教僧の取り締まりが正式に命じられた。1271年（至元8年）3月には以上の経緯を受けて新たに「西夏中興等路行尚書省」が設置され、戸口条画を定めた。また、同年（至元8年＝辛未＝ヒツジ年）には高智耀に対して「ヒツジ年の聖旨（ジャルリグ）」がクビライより発令され、この聖旨は高智耀自身にとってはさほど大きな意味を持たなかったものの、モンゴルによって征服された後の旧南宋領では儒士保護の法的根拠として重要視されるようになる。
1276年、シリギらトゥルイ系諸王はアルマリクで反乱を起こしてクビライの三男のノムガンを捉え、使者をクビライの下に派遣してその正当性を糾弾した（シリギの乱）。これに対し、クビライはシリギらのもとに派遣する使者として高智耀を選んだ。高智耀は志願してこの任務についたとされるが、実際には前述の失態・解任を挽回する意図があったと考えられている。しかし、その途上で高智耀は66歳にして病死し、クビライよりその死に哀悼の意を示したという。
高智耀の死後は同じく西夏出身の梁氏との間に生まれた高睿が後を継いだ。